# Willem Kalf

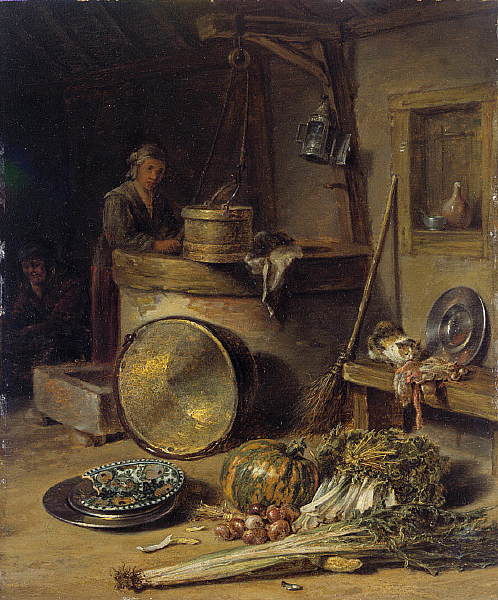
Interno rustico con una donna

Willem Kalf o Kalff (Rotterdam, 3 novembre 1619 – Amsterdam, 31 luglio 1693) è stato un pittore olandese uno dei più grandi della scuola olandese-fiamminga di natura morta.

## Biografia
Nacque a Rotterdam da agiata famiglia, il padre era commerciante di tessuti. Poche le notizie sulla sua formazione artistica. Malgrado le notizie tramandateci da Arnold Houbraken, oggi si dubita che abbia frequentato ad Haarlem la bottega di Hendrik Pot, del cui stile non vi è traccia nelle sue opere. Agli inizi del 1640 si trasferì a Parigi,nel quartiere di Saint-Germain- des-Prés, punto di ritrovo degli artisti fiamminghi, dove iniziò la sua produzione di Interni Rustici, che ebbero buon successo e raggiunsero prezzi elevati in Francia. Nel XVIII secolo artisti come Jean Chardin e François Boucher li acquistarono, e talvolta li rielaborarono. Contemporaneamente nel suo soggiorno a Parigi si dedicò alla creazione di nature morte "sontuose" (Pronkstilleven), che raffiguravano argenti, porcellane, preziosa vetreria e tappeti orientali (certamente Willem conosceva le opere di Jan Davidsz. de Heem ad Amsterdam). Questo nuovo genere pittorico, poco conosciuto in Francia, divenne sempre più popolare e la fama di Kalf crebbe enormemente, tanto che molti artisti eseguirono copie dei suoi dipinti.
Dopo i grandi successi ottenuti in terra di Francia, nell'ottobre 1646 Kalf decise di tornare in Olanda. Si recò prima a Rotterdam e poi a Hoorn, dove nel 1651 sposò Cornelia Pluvier che gli diede quattro figli. Dal momento del suo ritorno in patria non sappiamo nulla della sua attività pittorica fino al 1653, anno in cui si stabilì ad Amsterdam, città affollata di pittori, commercianti di quadri e clienti facoltosi. In questa città che ribolliva d'arte Kalf riprese la sua opera. Le sue tele diventano più piccole e si può notare un progressivo miglioramento della qualità pittorica. Le sue composizioni sono sempre più intime e la quantità di luce meno intensa. Si ritiene che la sua attività artistica sia terminata dopo il 1680 (ultima opera datata), ma si dedicò al commercio di opere d'arte fino all'ultimo giorno. Poco è noto della sua vita personale. Non fu proprietario di case, non vi è notizia di lasciti testamentari. Probabilmente non lavorò molto e non ebbe ambizioni di ricchezza. Il 31 luglio 1693, a 74 anni, tornando alla sua abitazione inciampò e cadde. Si trascinò a casa dolorante e si mise a letto. Come nei suoi dipinti migliori, le luci intorno a lui si fecero sempre più fioche, fino a spegnersi del tutto.

## Il signore della luce
Nonostante i grandi elogi e la notorietà che ebbe nella sua vita, durante la quale i suoi contemporanei lo lodarono enormemente (tra questi Gérard de Lairesse), nel XIX secolo le sue opere furono dimenticate. Ma a seguito del restauro di molte sue tele ritornò al centro dell'attenzione nel secolo successivo, tanto da essere riconosciuto come uno dei più grandi protagonisti di natura morta della sua epoca.
Nel 2007 il museo Boijmans di Rotterdam gli rese il giusto tributo con l'esposizione di 41 delle sue opere migliori, nelle sale del museo Suermondt di Aquisgrana.

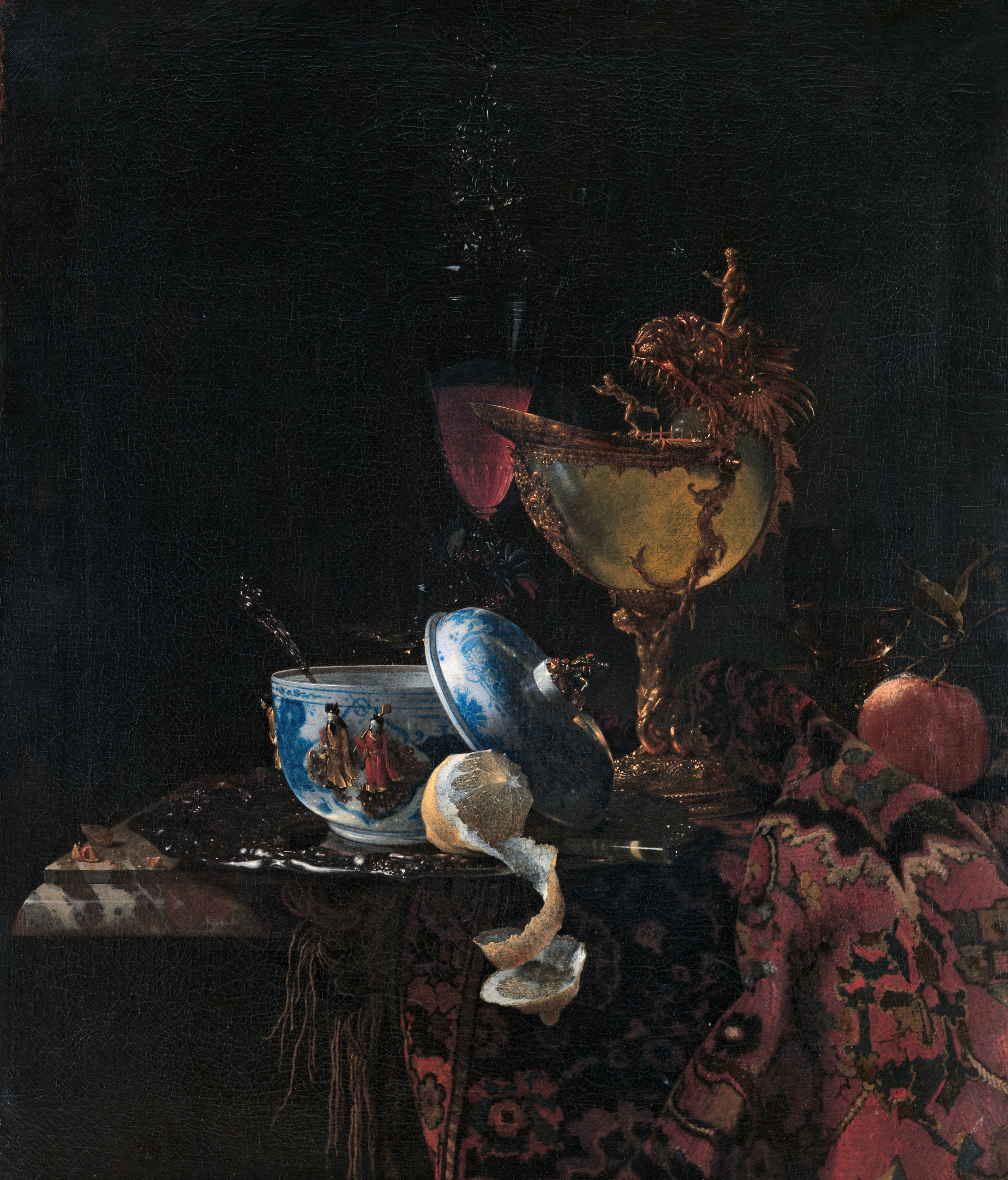
Nautilo e zuccheriera cinese

La sua tela Nautilo e zuccheriera cinese, esposta nel museo Thyssen di Madrid, è un'icona della natura morta di tutti i tempi. La luce misteriosa che sembra sprigionarsi dall'interno della conchiglia è un miracolo pittorico mai superato. Da ricordare anche la Brocca d'argento con ciotola di porcellana nella Gallery of Honour del Rijksmuseum, e   Vaso cinese di porcellana, nel museo di Indianapolis. Raggiunse i vertici della sua produzione artistica dopo il 1660, quando mostrò di non essere solo un artista molto abile nel gioco delle ombre e dei riflessi di luce, ma di avere assoluta padronanza nell'uso dei colori, come si può osservare nella sua tela esposta alla National Gallery di Londra: Drinking-Horn (Corno potorio). Se Jan de Heem può essere considerato artista più completo, bisogna riconoscere al Kalf una straordinaria abilità nel creare effetti di luce, da grande illusionista del pennello. In questo fu insuperabile.